# 论尚它硉
论尚它硉（?—?），吐蕃赤德祖赞赞普时大臣。
因为吐蕃缺乏良将，在多次战役中战败。吐蕃请求和解。唐玄宗开元十九年（731年）九月廿五日，吐蕃派丞相论尚它硉为入唐使，拜见唐玄宗，请求在赤岭设立集市进行贸易往来为互市。唐玄宗同意了他的要求。吐蕃于733年与唐朝会盟于赤岭（今青海湟源日月山），双方确定了疆界并在赤岭竖立了界碑，达成和解。